# Франц Текський
Франц Текський ( англ. Francis Joseph Leopold Frederick 9 січня 1870, Кенсінгтонський палац, Великий Лондон — 22 жовтня 1910, Замок Балморал) — принц з Текського дому, військовий діяч; брат королеви Марії Текської, дружини короля Великої Британії Георга V.

## Біографія
Франциск Йосип Леопольд Фредерік, відомий як «Френк», народився в Кенсінгтонському палаці і здобув освіту в Веллінгтонському коледжі, Челтенхемському коледжі і Королівському військовому училищі в Сандхерсті. Був виключений з Веллінгтонського коледжу в Беркширі «за те, що на суперечку перекинув свого вчителя через огорожу. Протягом усього свого життя він був невиправним гравцем. Потім був відправлений в Челтенхем, де у нього знову виникли проблеми». Через борги він був змушений продовжити військову кар'єру в Індії.
Принц Франц раптово помер у 1910 році у віці 40 років від запалення легенів, підхопленого в Балморалі. Він був похований у каплиці Святого Георгія у Віндзорському замку. У жовтні 1928 року його останки були перепоховані в Королівській усипальниці у Фрогморі.

## Особисте життя
Принц Франц ніколи не був одружений. Згідно з книгою "Народжені правити"  Джулії П. Джеларді, в принца була пристрасно закохана принцеса Мод Уельська, невістка його сестри. Вони підтримували листування, але незабаром з'ясувалося, що Франц не мав до Мод жодних почуттів. Вона вийшла заміж за свого двоюрідного брата, данського принца Карла, і стала королевою Норвегії в 1905 році.
У Франца був роман з визнаною красунею Еллен Констанс, дружиною Френсіса Нідема, 3-го графа Кілморі, якій він нібито заповідав смарагди Кембриджів, частину коштовностей Текського дому. Щоб повернути ці сімейні реліквії, його сестра королева Марія, опечатала його заповіт, а потім домовилася з леді Кілморі про викуп смарагдів, за чутками заплативши за них десять тисяч фунтів стерлінгів.
Англійська актриса Сара Майлз оголосила себе правнучкою принца через свого дідуся, імовірно незаконнонародженого сина принца на ім'я Франц Ремнант, який народився в 1894 році.